# Schizoprymnus ozlemae
Schizoprymnus ozlemae är en stekelart som beskrevs av Ahmet Beyarslan 1988. Schizoprymnus ozlemae ingår i släktet Schizoprymnus och familjen bracksteklar. Inga underarter finns listade i Catalogue of Life.